# Liste du patrimoine mondial en Côte d'Ivoire
Cet article recense les sites inscrits au patrimoine mondial en Côte d'Ivoire.

## Statistiques
La Côte d'Ivoire ratifie la Convention pour la protection du patrimoine mondial, culturel et naturel, le 9 janvier 1981. Le premier site protégé est inscrit en 1981.
En 2021, la Côte d'Ivoire compte 5 sites inscrits au patrimoine mondial, 2 culturels et 3 naturels.
Le pays a également soumis 2 sites à la liste indicative, un naturel et un mixte.

## Listes

### Patrimoine mondial
Les sites suivants sont inscrits au patrimoine mondial.
| Site                                         | Région             | Type                 | Date | Superficie (ha) | Lien | Notes | Coordonnées                             | Illus. |
| -------------------------------------------- | ------------------ | -------------------- | ---- | --------------- | ---- | --- | --------------------------------------- | ------ |
| Mosquées de style soudanais du nord ivoirien | Savanes            | Culturel (ii), (iv)  | 2021 | 0,1298          | 1648 | Comprend 8 sites : mosquée de Tengréla, mosquée de Kouto, mosquée de Sorobango, mosquée de Samatiguila ou Missiriba, mosquée de Nambira ou Namboura missiri koro, grande mosquée de Kong, petite Mosquée de Kong, mosquée de Kaouara. | 10° 29′ 25,14″ nord, 6° 24′ 36,6″ ouest |        |
| Ville historique de Grand-Bassam             | Grand-Bassam       | Culturel (iii), (iv) | 2012 | 110             | 1322 | | 5° 11′ 46″ nord, 3° 44′ 10″ ouest       |        |
| Parc national de Taï                         | Bas-Sassandra      | Naturel (vii), (x)   | 1982 | 330 000         | 195  | | 5° 45′ 00″ nord, 7° 40′ 01″ ouest       |        |
| Parc national de la Comoé                    | Zanzan             | Mixte (ix), (x)      | 1983 | 1 150 000       | 227  | En péril entre 2003 et 2017 | 9° nord, 4° ouest                       |        |
| Réserve naturelle intégrale du Mont Nimba    | Dix-Huit Montagnes | Mixte (ix), (x)      | 1981 | 18 000          | 155  | En péril, site transfrontalier commun avec la Guinée | 7° 36′ 11″ nord, 8° 23′ 28″ ouest       |        |

### Liste indicative
Les sites suivants sont inscrits sur la liste indicative.
| Site                           | Région    | Type                     | Date | Superficie (ha) | Lien | Notes | Coordonnées               | Illus. |
| ------------------------------ | --------- | ------------------------ | ---- | --------------- | ---- | ----- | ------------------------- | ------ |
| Parc national des îles Ehotilé | Sud-Comoé | Naturel                  | 2006 |                 | 2099 |       | 5° 11′ nord, 3° 14′ ouest |        |
| Parc archéologique d'Ahouakro  | Lagunes   | Mixte (iii), (vi), (vii) | 2006 |                 | 5087 |       | 6° 08′ nord, 4° 50′ ouest |        |